# 剱阿
剱阿（けんな、弘長元年〈1261年〉- 暦応元年11月16日〈1338年12月27日〉）は、鎌倉時代の真言密教の学僧。明忍房と号す。金沢称名寺2世長老。

## 略歴
開山の審海に次いで、延慶元年（1308年）に称名寺第2代住持となる。真言密教をはじめとして、戒律・神道・声明などにも造詣が深く、忍性・審海亡きあとの鎌倉における真言密教の代表者であり、称名寺における仏教学を振興するとともに七堂伽藍を整備完成した。北条貞顕の信任を受け、貞顕の六波羅探題・連署時代には政治的に著しいものがあり、また金沢北条氏滅亡後には、ただちに称名寺を勅願寺として認めさせるなどの手腕を発揮した。その間兼好法師との交友もみられ、強い影響を与えている。